# Agris (Franciaország)
Agris település Franciaországban, Charente megyében. Lakosainak száma 875 fő (2022. január 1.). Agris Brie, Jauldes, Les Pins, Rivières és La Rochette községekkel határos.

## Népesség
A település népességének változása:
| Lakosok száma | 740  | 811  | 710  | 792  | 831  | 850  | 857  | 854  | 859  | 875  |
|               | 1968 | 1982 | 1999 | 2006 | 2011 | 2015 | 2017 | 2018 | 2020 | 2022 |